# مستوى التجمد

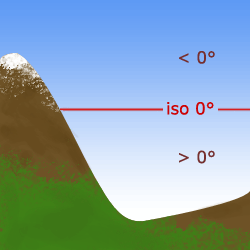
مستوى التجمد في الشروط الطبيعية.

مستوى التجمّد  هو المستوى من الارتفاع الذي يحدث عنده تجمد الماء بفعل انخفاض درجة الحرارة إلى الصفر المئوي أو دون ذلك.
تكون درجات الحرارة أعلى من هذا المستوى تحت الصفر، وهو خط منسوب ولكنه متغير، يتغير مع اختلاف الزمن والشروط المناخية المصاحبة، ويستخدم في علم الأرصاد الجوية في المناطق الجبلية خاصة.
أي إجراء معين يكون صالحًا لفترة قصيرة فقط، غالبًا أقل من يوم واحد. فوق ارتفاع درجة التجمد، تكون درجة حرارة الهواء أقل من درجة التجمد. تحته، تكون درجة الحرارة فوق درجة التجمد. تتم دراسة ملامح هذه الحدود وتنوعاتها في علم الأرصاد الجوية، وتستخدم لمجموعة متنوعة من التنبؤات. على الرغم من عدم ذكرها في التنبؤات الجوية العامة، إلا أنها تستخدم في النشرات التي تقدم تنبؤات عن المناطق الجبلية.

## قياس
هناك عدة طرق مختلفة لفحص بنية درجة حرارة الغلاف الجوي:
- يعد المسبار اللاسلكي المرفق ببالون الطقس أقدم الطرق وأكثرها شيوعًا. تطلق كل منطقة بالونين في اليوم في مواقع تفصل بينها مئات الكيلومترات.
- تسمح أجهزة القياس الملحقة بالطائرات التجارية  بالإبلاغ عن خط تساوي الحرارة وارتفاعه إلى الحركة الجوية.
- الأقمار الصناعية الخاصة بالطقس مزودة بأجهزة استشعار تقوم بمسح الغلاف الجوي وتقيس الأشعة تحت الحمراء التي تنبعث منها.
- يكتشف رادار الطقس النطاقات الساطعة، وهي أصداء رادار تنتج أسفل وداخل متساوي الحرارة بسبب ذوبان الجليد في الطبقة فوق 0 درجة مئوية.
- يمكن لملف تعريف الرياح، وهو رادار موجه للأعلى، اكتشاف سرعة هطول الأمطار، والتي تختلف بالنسبة للمطر والثلج وذوبان الجليد.